# نیکولا یستراتیویچ
نیکولا یستراتیویچ (سیریلیک صربی: Никола Јестратијевић؛ زادهٔ ۹ ژوئیهٔ ۱۹۷۶) بازیکن بسکتبال اهل صربستان بود.
وی در مسابقات کشوری و بین‌المللی در مجموع برندهٔ ۱ مدال برنز شده‌است.